# マルクス主義青年労働者同盟
マルクス主義青年労働者同盟（まるくすしゅぎせいねんろうどうしゃどうめい、略称：マル青労同）は、革命的共産主義者同盟全国委員会（革共同全国委、通称：中核派）の下部組織の一つ。その名のとおり、青年の労働者を中心に組織されている。

## 概要
1961年1月、革共同全国委の下部組織の一つとして結成された。しかし、1963年4月、上部組織の革共同全国委が、路線対立などから中核派と革マル派に分裂。それと同時にマル青労同も分裂した。だが、革マル派系のマル青労同はその後、「マル青労同を組織しない」という革マル派の方針により消滅。結果、マル青労同は中核派系の組織のみとなった。
近年は事実上の活動停止状態が続いていたが、2003年12月に再結成された。
現在は「マル青労同一千人建設勝利」「青年労働者の怒りを解き放ち､闘う労働組合をこの手で甦(よみがえ)らせよう」「青年労働者の決起でJR検修業務外注化を阻止し､国鉄・4大産別にマル青労同を建設しよう」などのスローガンを掲げて活動を行っている。

## 組織
- 結成：1961年1月
- 再結成：2003年12月
- 主な執行部：委員長・北川修　書記長・鷹村大介
- 機関紙：『Solidarity（ソリダリティ）』（不定期刊）